# Kameruns historia
Kameruns historia behandlar historien för området som idag utgörs av det Afrikanska landet Kamerun.

## Tidig historia
Området för nuvarande Kamerun befolkades första gången under neolitikum, yngre stenåldern. De folkgrupper som har varit bosatta längst i området är sannolikt pygméfolk som baka. 
Saokulturen uppstod omkring Tchadsjön cirka 500 e.Kr. och beredde vägen för Kanemriket och dess efterträdare Bornuriket. I väster uppstod kungariken och hövdingadömen.
Under 1000-talet invandrade muslimska fulani som slog sig ner framför allt i norr.

## Kolonialtiden

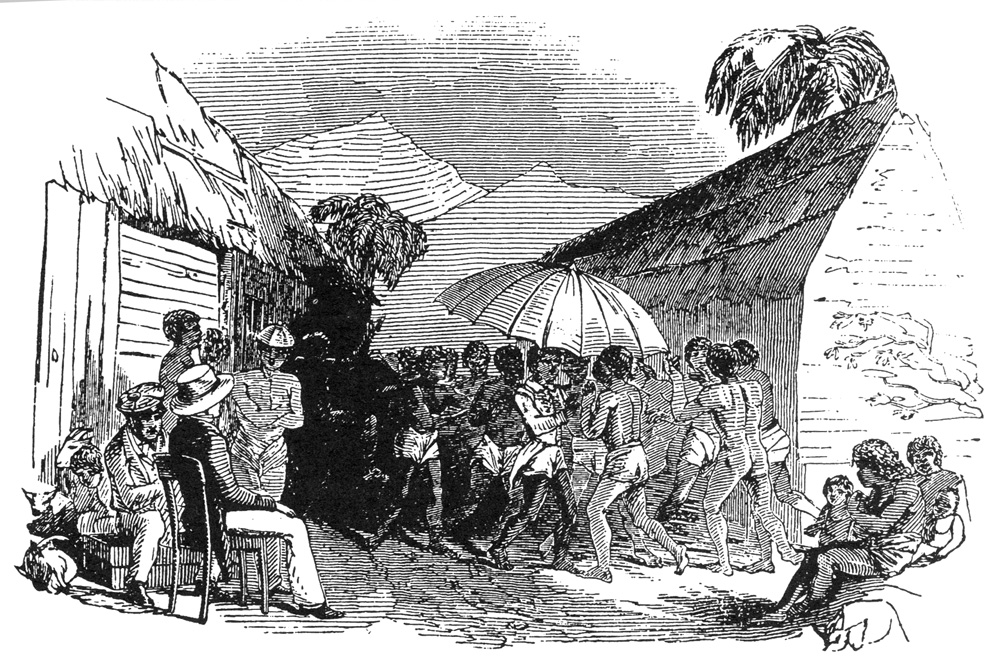
Joseph Merrick (här visad vid en isububegravning 1845) var en jamaicansk baptistisk missionär som upprättade en kyrka bland isubu vid kusten.

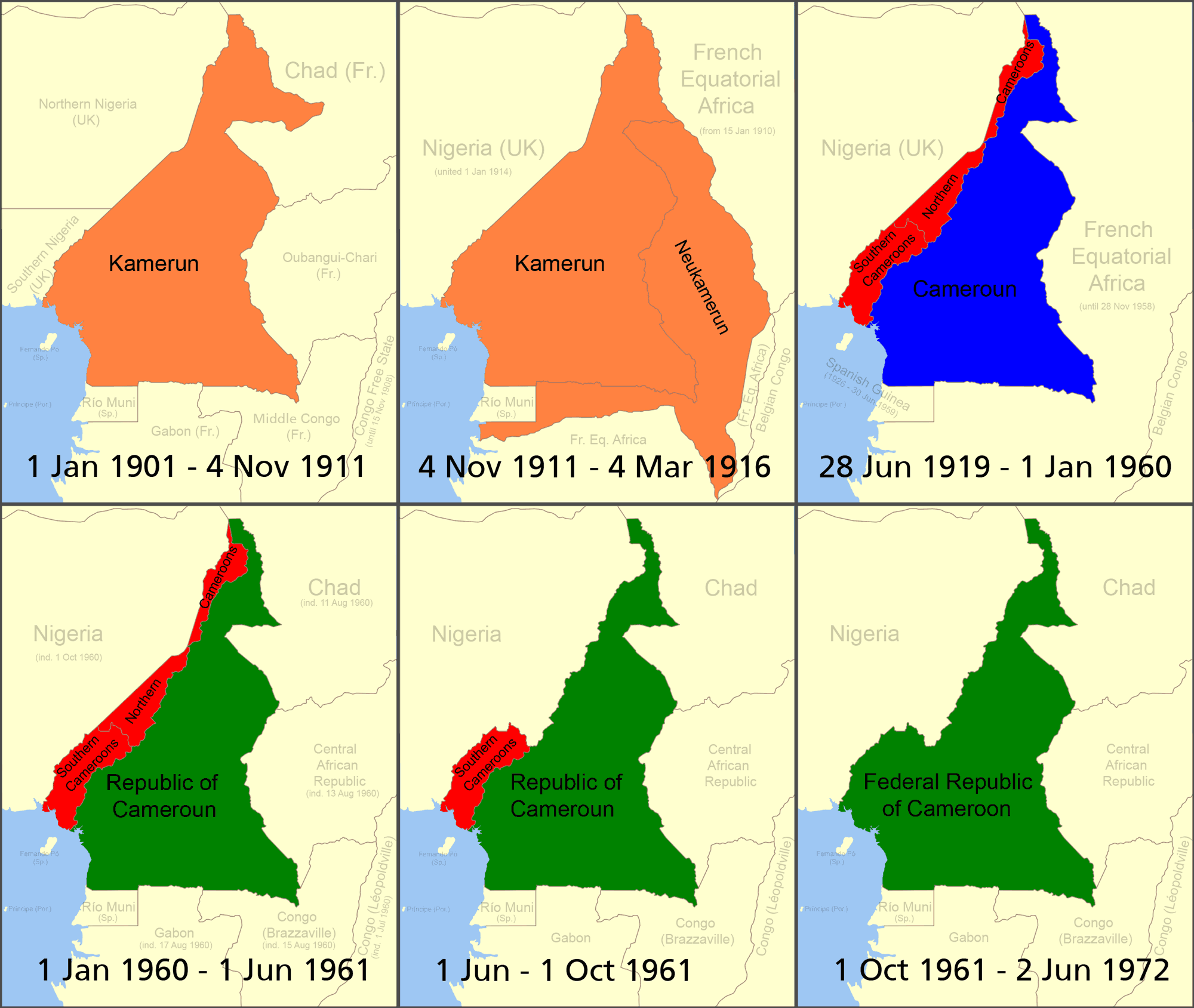
Territoriella förändringar

Portugisiska sjömän anlände till Kameruns kuster år 1472. De lade märke till stora mängder räkor och kräftor i floden Wouri och kallade den Rio dos Camarões, portugisiska för "Räkfloden", varifrån namnet Kamerun härstammar. Under de följande århundradena bedrev europeiska intressen regelbundet handel med kustbefolkningarna, och en betydande slavhandel och plantagedrift etablerades. I Kamerun färdades även kristna missionärer inåt landet. I början av 1800-talet ledde Modibo Adama fulanisoldater i ett jihad i norr mot icke-muslimska och delvis muslimska folk och upprättade Adamawa-emiratet. När bofasta folk flydde från fulani skedde en stor folkomflyttning.

### Kamerun under Tyskland
Kejsardömet Tyskland gjorde anspråk på territoriet som  kolonin Kamerun 1884 och påbörjade en stadig framryckning inåt land. De inledde projekt för att förbättra kolonins infrastruktur, med hjälp av en sträng tillämpning av tvångsarbete.

### Delningen av Kamerun
När Tyskland förlorade första världskriget blev Kamerun ett NF-mandat och delades i franska Cameroun (Östkamerun) och brittiska Cameroons (Västkamerun) år 1919. Fransmännen integrerade försiktigt Franska Kameruns ekonomi med Frankrikes och förbättrade infrastrukturen med kapitalinvesteringar, utbildad arbetskraft och fortsatt tvångsarbete. Britterna administrerade sitt territorium från grannlandet Nigeria. De infödda klagade på att detta gjorde dem till en försummad "koloni till en koloni". Nigerianska arbetskraftsinvandrare flockades till södra brittiska Kamerun, vilket gjorde slut på tvångsarbetet men upprörde de inhemska folkgrupperna. NF-mandaten ombildades till förvaltarskapsområden under FN 1946, och frågan om självständighet blev angelägen i Franska Kamerun. Frankrike förbjöd det mest radikala politiska partiet, Kamerunska folkunionen (UPC), den 13 juli 1955. Detta föranledde ett långvarigt gerillakrig och mord på partiledaren Ruben Um Nyobé. I Brittiska Kamerun var frågan om man skulle återförenas med Franska Kamerun eller ansluta sig till Nigeria.

## Självständighet

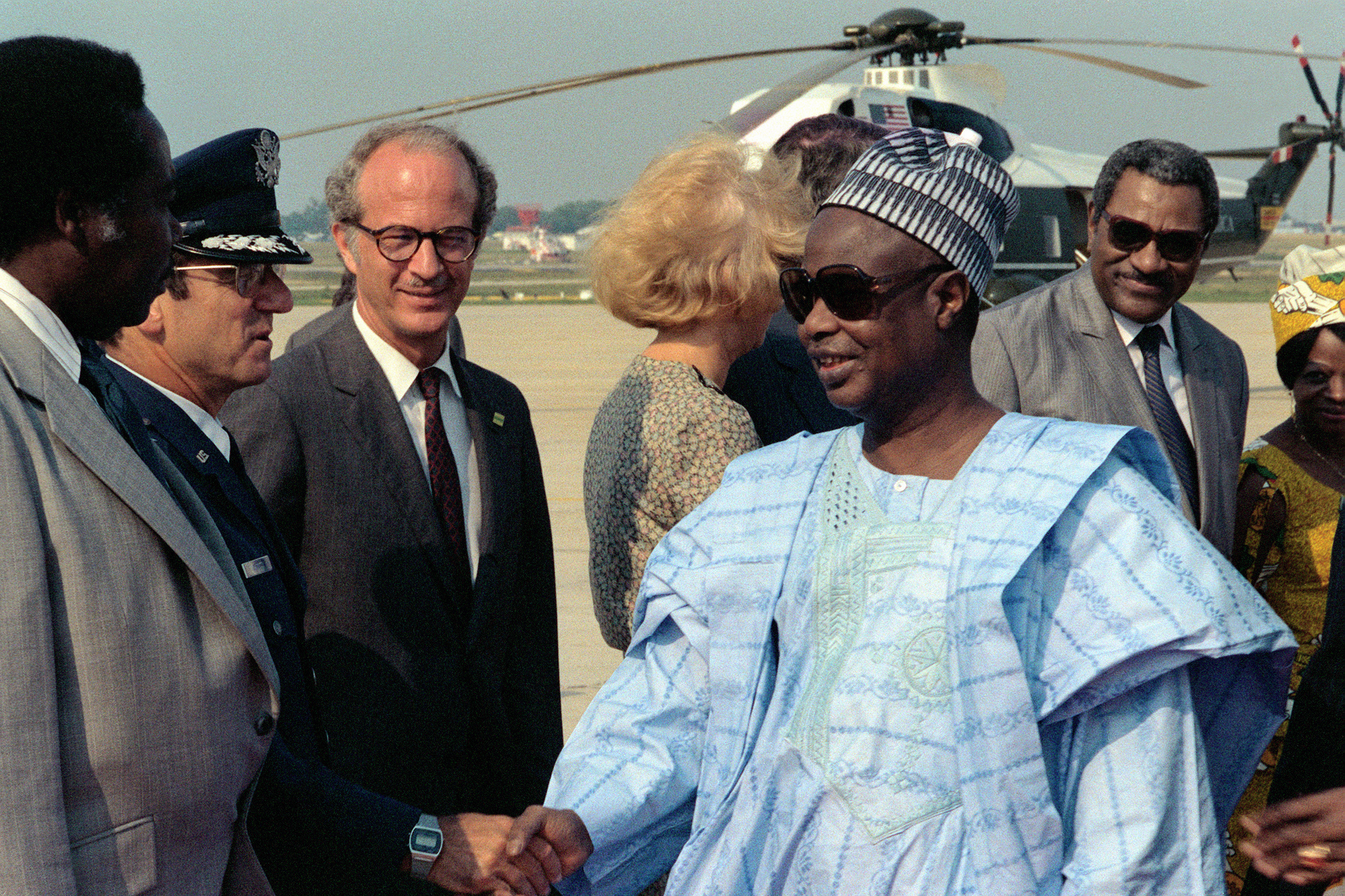
Ahmadou Ahidjo anländer till Washington, D.C. i juli 1982.

Den 1 januari 1960 uppnådde Franska Kamerun självständighet från Frankrike under president Ahmadou Ahidjo, och den 1 oktober 1961 förenades det tidigare brittiska södra Kamerun med sin granne för att bilda Förbundsrepubliken Kamerun. Dock var den tyska kolonins utbredning större än dagens Kamerun. Delar därav ligger i dagens Nigeria, Tchad, Centralafrika samt Gabon. Ahidjo utnyttjade det pågående kriget mot UPC och rädsla för etniska konflikter till att koncentrera makten till presidentposten, och fortsatte med detta även efter att UPC hade slagits ned 1971. Hans politiska parti, Kamerunska nationella unionen (CNU), blev det enda lagliga partiet den 1 september 1966 och 1972 avskaffades det federala systemet till förmån för en enhetsstat som styrdes från Yaoundé. Ahidjo följde en ekonomisk politik med "planerad liberalism", där han prioriterade kommersiellt jordbruk och oljeutvinning. Regeringen använde oljepengar för att skapa en statlig valutareserv, betala bönder och finansiera större utvecklingsprojekt. Många initiativ misslyckades dock när Ahidjo tillsatte okvalificerade allierade för att styra dem.
Ahidjo avgick den 4 november 1982 och överlämnade makten till sin författningsenliga efterträdare, Paul Biya. Abidjo behöll dock kontrollen över CNU och försökte styra landet från bakom kulisserna tills Biya och hans allierade förmådde honom att avgå. Biya påbörjade sin regeringstid med att röra sig mot ett mer demokratiskt styre, men en misslyckad statskupp förde honom i riktning mot sin företrädares ledarskapsstil. En ekonomisk kris utbröt från mitten av 1980-talet till slutet av 1990-talet som en följd av internationella ekonomiska villkor, torka, fallande oljepriser och åratal av korruption och misskötsel. Kamerun vände sig till utländskt bistånd, skar ned i statliga utgifter och privatiserade industrier. När flerpartisystem återinfördes i december 1990 efterfrågade engelskspråkiga påtryckningsgrupper större självstyre, och några förespråkade fullständig självständighet som Republiken Ambazonia.
Landet har i allmänhet varit stabilt, vilket har möjliggjort utveckling av jordbruk, vägar, järnvägar och petroleumindustri. Trots att Kamerun under senare år blivit något mer demokratiskt ligger den politiska makten fortfarande hos en etnisk oligarki.